# Aquadale
 (mai 2025).
Aquadale est une census-designated place située dans le comté de Stanly, dans l’État de Caroline du Nord, aux États-Unis. Lors du recensement de 2020, elle comptait 348 habitants.